# A Night in Rivendell
Albums de Tolkien Ensemble
An Evening in Rivendell
(2000) At Dawn in Rivendell
(2005)
A Night in Rivendell sous-titré Selected Songs and Poems from The Lord of the Ring est le deuxième album studio de l'ensemble danois de musique classique Tolkien Ensemble.

## Pistes
L'album compte douze pistes, pour une durée totale de 54 minutes.
| No  | Titre                                                       | Auteur       | Durée |
| --- | ----------------------------------------------------------- | ------------ | ----- |
| 1.  | A Rhyme of Lore                                             | Caspar Reiff | 2:03  |
| 2.  | Gandalf's Song of Lórien                                    | Caspar Reiff | 3:13  |
| 3.  | Lament of the Rohirrim                                      | Caspar Reiff | 3:05  |
| 4.  | Frodo's Lament for Gandalf                                  | Peter Hall   | 5:46  |
| 5.  | Bilbo's Song                                                | Caspar Reiff | 3:59  |
| 6.  | Gollums Song/Riddle                                         | Caspar Reiff | 3:46  |
| 7.  | Lament for Boromir                                          | Caspar Reiff | 8:23  |
| 8.  | Song in the Woods                                           | Peter Hall   | 1:44  |
| 9.  | The Fall of Gil-galad                                       | Peter Hall   | 3:38  |
| 10. | Lament for Théoden                                          | Caspar Reiff | 9:34  |
| 11. | Song of the Mounds of Mundborg                              | Caspar Reiff | 5:55  |
| 12. | Elven Hymn to Elbereth Gilthoniel, A Elbereth Gilthoniel... | Caspar Reiff | 2:09  |